# Саньґочжи
|    | Твір              | Автори                          | Сувої |
| -- | ----------------- | ------------------------------- | ----- |
| 1  | Ши цзі 史記       | Сима Цянь 司馬遷 (Західна Хань) | 130   |
| 2  | Ханьшу 漢書       | Бань Ґу 班固 (Східна Хань)      | 100   |
| 3  | Хоу Ханьшу 後漢書 | Фань Є 范曄 (Лю Сун)            | 120   |
| 4  | Саньґочжи         | Чень Шоу                        | 65    |
| 5  | 晋書              | 唐・房玄齢他                    | 130   |
| 6  | Книга Сун 宋書    | Шень Юе 沈約 (Південна Ці)      | 100   |
| 7  | 南斉書            | 梁・蕭子顕                      | 59    |
| 8  | 梁書              | 唐・姚思廉                      | 56    |
| 9  | 陳書              | 唐・姚思廉                      | 36    |
| 10 | 魏書              | 北斉・魏収                      | 114   |
| 11 | 北斉書            | 唐・李百薬                      | 50    |
| 12 | 周書              | 唐・令狐徳棻他                  | 50    |
| 13 | 隋書              | 唐・魏徴、長孫無忌              | 85    |
| 14 | 南史              | 唐・李延寿                      | 80    |
| 15 | 北史              | 唐・李延寿                      | 100   |
| 16 | 旧唐書            | 後晋・劉昫他                    | 200   |
| 17 | 新唐書            | 北宋・欧陽修、宋祁              | 225   |
| 18 | 旧五代史          | 北宋・薛居正他                  | 150   |
| 19 | 新五代史          | Оуян Сю 欧陽修 (Північна Сун)   | 74    |
| 20 | 宋史              | 元・トクト（脱脱）他            | 496   |
| 21 | 遼史              | 元・トクト（脱脱）他            | 116   |
| 22 | 金史              | 元・トクト（脱脱）他            | 135   |
| 23 | 元史              | 明・宋濂他                      | 210   |
| 24 | Історія Мін 明史  | 清・張廷玉等                    | 332   |

Саньґочжи (спрощ.: 三国志; кит. трад.: 三國志; піньїнь: sānguózhì) або Записи трьох держав — китайська хроніка, присвячена історії Китаю періоду Саньґо (220—280).
Відредагована істориком Чень Шоу (233—297). Початково була збіркою приватних записів про події 3 століття.
Складається з 65 томів:
- Вейчжи (кит. трад.: 魏志; піньїнь: wèizhì, «Записи Вей») — 30 томів;
- Шучжи (кит. трад.: 蜀志; піньїнь: shǔzhì, «Записи Шу») — 15 томів;
- Учжи (кит. трад.: 呉志; піньїнь: wúzhì, «Записи У») — 20 томів.

Лише Вейчжи мають описи діянь імператорів. Розділ таблиць і науковий розділ відсутні.
Критикувалася через провейську позицію автора, проте завдяки кропіткому аналізу джерел і точності описів, входить до числа найдостовірніших китайських хронік. Доповнена коментарями південносуннського Фей Сунчжи (372―451）.
В розділі про Східних варварів міститься Переказ про людей ва, присвячений стародавній Японії.
Середньовічний китайський «Роман трьох держав» написано на основі цієї хроніки.